# Danemark aux Jeux olympiques d'hiver de 2022
Le Danemark participe aux Jeux olympiques d'hiver de 2022 à Pékin en Chine du 4 au 20 février 2022. Il s'agit de sa quinzième participation à des Jeux d'hiver.

## Participation
Aux Jeux olympiques d'hiver de 2022, les athlètes de l'équipe du Danemark participent aux épreuves suivantes : 
| Sport               | Hommes | Femmes | Total |
| ------------------- | ------ | ------ | ----- |
| Biathlon            | 0      | 1      | 1     |
| Curling             | 5      | 5      | 10    |
| Hockey sur glace    | 25     | 23     | 48    |
| Ski alpin           | 1      | 0      | 1     |
| Patinage de vitesse | 2      | 0      | 2     |
| Total               | 33     | 29     | 62    |

## Résultats

### Biathlon
| Athlète           | Épreuve    | Temps         | Pénalité    | Rang |
| ----------------- | ---------- | ------------- | ----------- | ---- |
| Ukaleq Slettemark | Individuel | 50 min 27 s 4 | 0 (0+0+0+0) | 53e  |
| Ukaleq Slettemark | Sprint     | 23 min 54 s 6 | 0 (0+0)     | 65e  |

### Curling
| Équipe                                                                   | Épreuve          | Premier tour        | Premier tour           | Premier tour      | Premier tour       | Premier tour                | Premier tour         | Premier tour      | Premier tour             | Premier tour           | Premier tour | Demi-finale      | Finale / MB      | Finale / MB |
| Équipe                                                                   | Épreuve          | Adversaire Score    | Adversaire Score       | Adversaire Score  | Adversaire Score   | Adversaire Score            | Adversaire Score     | Adversaire Score  | Adversaire Score         | Adversaire Score       | Rang         | Adversaire Score | Adversaire Score | Rang        |
| ------------------------------------------------------------------------ | ---------------- | ------------------- | ---------------------- | ----------------- | ------------------ | --------------------------- | -------------------- | ----------------- | ------------------------ | ---------------------- | ------------ | ---------------- | ---------------- | ----------- |
| Mikkel Krause Mads Nørgård Henrik Holtermann Kasper Wiksten Tobias Thune | Tournoi masculin | Canada Défaite 5-10 | Chine Défaite 4-5      | ROC Défaite 2-10  | Suisse Défaite 6-8 | Grande-Bretagne Défaite 2-8 | Norvège Victoire 6-5 | Suède Défaite 3-8 | Italie Défaite 3-10      | États-Unis Défaite 5-7 | 10e          | Éliminés         | Éliminés         | Éliminés    |
| Madeleine Dupont Mathilde Halse Denise Dupont My Larsen Jasmin Lander    | Tournoi féminin  | Chine Victoire 7-6  | États-Unis Défaite 5-7 | Japon Défaite 7-8 | Suisse Défaite 5-8 | Grande-Bretagne Défaite 2-7 | ROC Victoire 10-5    | Suède Défaite 3-9 | Corée du Sud Défaite 7-8 | Canada Défaite 4-10    | 9e           | Éliminées        | Éliminées        | Éliminées   |

### Hockey sur glace
| Compétition      | Phase de groupe       | Phase de groupe   | Phase de groupe       | Phase de groupe   | Phase de groupe | Tour qualificatif     | Quart de finale  | Demi-finale      | Finale / MB      | Finale / MB |
| Compétition      | Adversaire Score      | Adversaire Score  | Adversaire Score      | Adversaire Score  | Rang            | Adversaire Score      | Adversaire Score | Adversaire Score | Adversaire Score | Rang        |
| ---------------- | --------------------- | ----------------- | --------------------- | ----------------- | --------------- | --------------------- | ---------------- | ---------------- | ---------------- | ----------- |
| Tournoi masculin | Tchéquie Victoire 2-1 | ROC Défaite 0-2   | Suisse Victoire 5-3   | Non disputé       | 2e              | Lettonie Victoire 3-2 | ROC Défaite 1-3  | Éliminés         | Éliminés         | 7e          |
| Tournoi féminin  | Chine Défaite 1-3     | Japon Défaite 2-6 | Tchéquie Victoire 3-2 | Suède Défaite 1-3 | 5e              | Non disputé           | Éliminées        | Éliminées        | Éliminées        | 10e         |

### Patinage de vitesse
| Athlète            | Épreuve      | Course        | Course |
| Athlète            | Épreuve      | Temps         | Rang   |
| ------------------ | ------------ | ------------- | ------ |
| Viktor Hald Thorup | 5 000 mètres | 6 min 28 s 87 | 19e    |

| Athlète            | Épreuve | Demi-finale | Demi-finale   | Demi-finale | Finale   | Finale   | Finale |
| Athlète            | Épreuve | Points      | Temps         | Rang        | Points   | Temps    | Rang   |
| ------------------ | ------- | ----------- | ------------- | ----------- | -------- | -------- | ------ |
| Stefan Due Schmidt | Hommes  | 0           | 7 min 58 s 01 | 12e         | Éliminé  | Éliminé  | 25e    |
| Viktor Hald Thorup | Hommes  | 1           | 8 min 21 s 94 | 10e         | Éliminée | Éliminée | 21e    |

### Ski alpin
| Athlète              | Épreuve | 1re manche   | 1re manche | 2e manche | 2e manche | Total         | Total |
| Athlète              | Épreuve | Temps        | Rang       | Temps     | Rang      | Temps         | Rang  |
| -------------------- | ------- | ------------ | ---------- | --------- | --------- | ------------- | ----- |
| Casper Dyrbye Næsted | Slalom  | 1 min 1 s 38 | 38e        | 55 s 89   | 31e       | 1 min 57 s 27 | 30e   |